# Desdimelita microdentata
Desdimelita microdentata är en kräftdjursart som beskrevs av Jarrett och Edward Lloyd Bousfield 1996. Desdimelita microdentata ingår i släktet Desdimelita och familjen Melitidae. Inga underarter finns listade i Catalogue of Life.